# Sergio Ceballos Aldape
Sergio Ceballos Aldape (* 15. Februar 1951) ist ein ehemaliger mexikanischer Fußballspieler, der vorwiegend im offensiven Mittelfeld agierte und sowohl mit dem Club América (1971) als auch mit den UANL Tigres (1978) die mexikanische Fußballmeisterschaft gewinnen konnte.

## Laufbahn
Seine ersten Profijahre verbrachte Ceballos beim Club América, mit dem er in der Saison 1970/71 die zweite Profifußballmeisterschaft in dessen Vereinsgeschichte gewann. Während seiner Zeit bei den Americanistas gelang Ceballos auch der Sprung in die mexikanische Nationalmannschaft, für die er erstmals am 6. August 1972 in einem Freundschaftsspiel gegen Costa Rica (0:1) zum Einsatz kam. Seinen vierten und zugleich letzten Länderspieleinsatz hatte er am 10. September 1972 in einem WM-Qualifikationsspiel gegen die Vereinigten Staaten, das im Los Angeles Memorial Coliseum 2:1 gewonnen wurde. Es war sein einziger Länderspieleinsatz über die volle Distanz von 90 Minuten und bereits in der elften Minute egalisierte er mit seinem einzigen Länderspieltreffer die frühe Führung der Gastgeber. Kurz vor seinem Vereinswechsel gewann er mit den Americanistas in der Sison 1973/74 die Copa México.
Nachdem Ceballos den Club América 1974 verlassen hatte, hatte er nur noch ein- bis maximal zweijährige Vereinsstationen. So zum Beispiel in der Saison 1976/77 bei Américas Erzrivalen Chivas Guadalajara, bei dem er allerdings kaum zum Einsatz kam. Mehr Einsätze hatte er bei seiner nächsten Station UANL Tigres, mit denen er in der Saison 1977/78 zum zweiten Mal mexikanischer Meister wurde. Doch fester Stammspieler war er erst wieder bei seiner darauffolgenden Station Atlético Potosino, für die er 61 Einsätze absolvierte und 13 Tore erzielte. Nach einer weiteren Station bei Atletas Campesinos beendete er seine aktive Laufbahn in Reihen des Tampico-Madero FC.

## Erfolge
- Mexikanischer Meister: 1971, 1978
- Mexikanischer Pokalsieger: 1974